# Berardo Taraschi

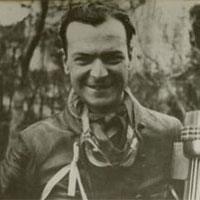

Berardo Taraschi (Tossicia, 23 gennaio 1915 – San Giovanni Teatino, 24 ottobre 1997) è stato un pilota automobilistico, pilota motociclistico e imprenditore italiano.

## Gli inizi nel motociclismo
Di famiglia agiata, familiarizza sin da giovanissimo con il motorismo grazie alla presenza in casa di varie motociclette ed automobili del nonno e del padre Vincenzo, il quale durante la guerra venne incorporato in un reparto motoristico. Nell'adolescenza mostra uno spiccato interesse per i motori ed una particolare propensione per la meccanica, passione osteggiata dai genitori che desiderano per il figlio tutt'altra preparazione. Dopo aver frequentato le scuole inferiori in un collegio si iscrive nell'istituto tecnico della città, che gli fornisce le basi per maturare progressivamente la formazione di una cultura personale sulla meccanica, che gli consentirà nel futuro di rielaborare personalmente i motori di motociclette ed automobili.
Terminata la scuola ed assolti gli obblighi militari con i 18 mesi di leva, matura l'idea di aprire un'officina motociclistica, dove si dedica anche ad elaborazione motoristiche in funzione delle competizioni. Partecipa alla prima corsa su strada nel 1934, all'età di 19 anni, gareggiando su una Benelli 500. Nei primi anni di attività agonistica partecipa a quasi tutte le competizioni che si svolgono tra l'Abruzzo e le Marche. Nel 1935 ottiene la prima importante affermazione nello "Scudo d'Abruzzo", giungendo secondo nella categoria B, e nel 1938 vince il circuito motociclistico di Teramo nella classe regina (e giunge secondo anche nelle 250), competizione che si aggiudica anche l'anno successivo su una nuova Benelli SS.
Le doti agonistiche e tattiche, la sensibilità meccanica che gli consente di sfruttare al massimo i suoi mezzi rappresentano le qualità che lo portano ad essere considerato tra i piloti più apprezzati a livello nazionale. Dal 1938 inizia a gareggiare nelle competizioni nazionali: partecipa alla Coppa Etna a Catania e, sempre nel 1938, giunge secondo nel Campionato Italiano di velocità classe 500. Nel 1939 costruisce la "Moto Taraschi 500", motocicletta da competizione quasi del tutto originale, e nello stesso anno inizia a cimentarsi nelle competizioni automobilistiche, vincendo il "Volante d'Argento" su una Topolino Fiat 500, trofeo assegnato agli esordienti. Anche l'attività professionale va incontro ad un progressivo sviluppo, ed all'assistenza e riparazione dei mezzi, affianca anche la commercializzazione di nuove motociclette.

## Il dopoguerra e l'automobilismo
Dopo l'interruzione legata al conflitto mondiale (durante il quale viene aggregato alla Divisione Pasubio in qualità di ricognitore motociclista, partecipando alla campagna russa), nel luglio del 1944 rientra a Teramo riprendendo l'attività nell'officina meccanica. Nell'agosto del 1945 riprende anche l'attività agonistica, aggiudicandosi il secondo posto nel circuito di Tortoreto (Teramo), ritenuta la prima gara europea motociclistica del dopoguerra.
Da questo periodo inizia a concentrare la sua attenzione verso le automobili, studiandone tutti gli aspetti (meccanica e telai). Taraschi chiude infatti definitivamente la carriera motociclistica dopo che nelle prove libere del Circuito di Cortemaggiore (settembre 1946) prende piena coscienza della attuali insidie e pericolosità delle competizioni su due ruote. Rientrato a Teramo trova modo di vendersi subito la sua Benelli. La carriera motociclistica di Taraschi ha visto in circa 13 anni la partecipazione a quasi settanta partecipazioni a gare ufficiali con un numero imprecisato di vittorie, circa una ventina)
L'officina meccanica di Taraschi diventa una vera e propria casa automobilistica specializzata nella produzione di vetture da competizione, che sarà operativa fino al 1960 (Meccanica Taraschi). Nel 1947 costruisce la prima biposto 750 sport, un modello che viene battezzato con il nome di Urania (il nome gli viene suggerito dal marchese Diego de Sterlich Aliprandi ed è ispirato al colle Urania che si trova nei pressi di Teramo). Il modello riscuote un grande successo, ed in breve diventa la macchina da battere nei gran premi.
Taraschi lo costruisce partendo dalla base meccanica della Fiat 500 Topolino, recuperando telaio, sospensione, trasmissione, sterzo e freni, mentre per il motore opta per il Bmw R75, economico e facile da reperire, che egli elabora personalmente per potenziarlo. Il telaio della Topolino viene allungato nella zona posteriore e rinforzato nella parte centrale; la carrozzeria viene eseguita da uno specialista, il milanese Venanzio Pozzi, al quale Taraschi affianca un artigiano locale, Giovanni Foschini, che sarà in grado di preparare le successive Urania.
Il modello esordisce a Piacenza l'11 aprile 1947, nel circuito automobilistico di Piacenza, dove Taraschi si aggiudica il terzo posto, realizzando il giro più veloce.
Pur di fronte ai lusinghieri risultati conseguiti dalla Urania sin dalle prime apparizioni, il modello risentiva di vistosi limiti imposti dalla telaistica originale Topolino; tali limiti resero necessario il ricorso ad uno specifico telaio a struttura tubolare, sulla cui realizzazione Taraschi lavorò a partire dalla fine del 1948 per completarsi nella successiva primavera.
Dopo la prima fase dello sviluppo automobilistico del dopoguerra, che nel paese risentiva chiaramente di tutte le problematiche relative alle emergenze dell'immediato periodo post-bellico, le successive evoluzioni imposte dalla concorrenza furono tali da portare alla nascita delle Urania della seconda generazione, che vengono modificate anche per l'adeguamento ai nuovi regolamenti della categoria Sport, in particolare quello della classe 750. Il nuovo modello viene impostato su un telaio tubolare leggerissimo in acciaio trafilato al cromomolibdeno, la cui realizzazione viene affidata a Francesco Cappelli. Vengono riviste le sospensioni ed il gruppo motopropulsivo viene spostato in avanti, con conseguente criticità relativa al baricentro, che tuttavia viene superata grazie alla opportuna posizione che viene data al pilota. Sono queste le novità che portano le Urania a conseguire i successi del 1949, che hanno una significativa ripercussione anche sotto il profilo commerciale, dato che a Taraschi vengono commissionati diversi modelli. Il pilota teramano dimostra di avere raggiunto maturità costruttiva e credibilità, al punto che i grandi produttori di componenti gli offrono le loro forniture. Per la sua attività sportiva inoltre raggiunge accordi pubblicitari che gli consentono di assortire al meglio le sue vetture (Pirelli per gli pneumatici, Shell per il carburante).
Di fronte ai successi ottenuti dalla Urania, Taraschi decide di cimentarsi nella Formula 2 utilizzando un motore di cilindrata 500 sovralimentato con compressore (soluzione alternativa al motore aspirato da 2000). La sovralimentazione aveva attratto Taraschi sin dai tempi della Benelli, nel 1939, assistendo nella fabbrica pesarese ai lavori sui motori delle motociclette. Per il compressore Taraschi può contare sull'amicizia dei fratelli Giannini, grazie ai quali può recuperare il compressore Roots. Le nuove soluzioni tecniche comportano importanti ripercussioni sulla vettura, che impongono quindi una serie di interventi successivi per garantire nelle gare il rendimento ottimale del modello sovralimentato, il quale si mette in luce nel maggio del 1948 nel Gran Premio di Bari, vincendo la classe 500 e giungendo ottava nella classifica generale. L'avventura nella Formula 2, pensata anche per essere sfruttata a livello commerciale, viene però abbandonata presto di fronte al penalizzante confronto con i motori aspirati.
Il 1949 è l'anno in cui la Urania 750 ottiene i risultati migliori, conquistando una serie di primi posti: nel 9º Giro di Sicilia (20 marzo), nel Circuito di Reggio Emilia (7 maggio), nel 1° Circuito del Castello di Teramo (22 maggio), nel 2º Gran Premio di Napoli (19 giugno), nella 3ª Coppa delle Dolomiti (17 luglio), nel circuito di Pescara (12 agosto) e nella Cronoscalata di Caltanissetta (settembre).
Di fronte ai successi e ai lusinghieri riconoscimenti Taraschi esprime intraprendenza e creatività a livello costruttivo, spingendosi verso la soluzione del motore posteriore, con l'obiettivo di migliorare la distribuzione dei pesi nella vettura, e concependo, pur con scarsi mezzi, una vettura per la Formula 3. Questa volta gli esiti si rivelano da subito pessimi, perché già alla prima uscita di collaudo la vettura, pilotata dallo stesso Taraschi, subisce un doppio cappottamento. L'avventura dello "schema tutto dietro" finisce qui. Le delusioni per il costruttore teramano sono anche di natura commerciale perché la vendita delle sue Urania-Bmw, vetture difficili da guidare e che richiedono una tecnica avanzata che i clienti privati non hanno, subisce una forte contrazione.

## L'accordo con Giannini e la Giaur
La fase più prestigiosa come costruttore si registra a partire dal 1949, quando viene stretto un accordo con la famosa casa dei fratelli Attilio e Domenico Giannini, dal quale vide la luce il modello Giaur (nome ispirato dal cavallo "Giaur da Brivio", uno dei più grandi trottatori italiani) che univa le doti del telaio della casa teramana a quelle motoristiche della casa romana. L'accordo tra i Giannini e Taraschi fu ispirato dal giornalista Giovanni Canestrini, profondo conoscitore della realtà del settore motoristico, che avanzò a costoro di avviare una collaborazione, che ebbe per entrambe le parti importantissime ripercussioni sia a livello sportivo che a livello commerciale.
La produzione dei modelli, ispirati alle precedenti Urania a telaio tubolare, avviene nel nuovo complesso di Taraschi, collocato a ridosso della stazione ferroviaria di Teramo. Per la realizzazione di ciascun esemplare occorrevano circa quattro mesi di lavoro. Grazie alle capacità di Taraschi nella meccanica i motori ricevuti dai Giannini venivano personalmente rivisti dal costruttore teramano, sia per eliminare qualsiasi imperfezione presente nel montaggio, sia per contribuire allo sviluppo dei motori stessi.
I modelli prodotti negli anni dell'esperienza Giaur si basarono su due motori: si partì con il monoalbero G1 che nel 1953 venne soppiantato dal motore bialbero G2 che scaturì in conseguenza della rapida evoluzione tecnica della categoria 750 Sport. Negli anni dell'accordo con i fratelli Giannini vengono realizzati una cinquantina di esemplari, alcuni esportati negli Stati Uniti, che conseguirono innumerevoli risultati (oltre 120 vittorie) e furono guidati dai migliori piloti degli anni cinquanta. A dimostrazione dell'assoluto livello dei motori Giannini,  nel corso del 1952, quando è già in cantiere la progettazione del bialbero G2 che andrà a soppiantare il G1 (che soffre ormai la concorrenza degli altri motori) le vittorie conseguite da Taraschi sono addirittura sedici. Nel 1953, stagione dai contenuti tecnici particolarmente esasperati, le Giaur, anche grazie al continuo lavoro di affinamento, si dimostrano le mattatrici della stagione riportando successi nei più importanti circuiti e cronoscalate. Successi che il bialbero G2 non sarà in grado di replicare, a dispetto delle aspettative sportive e commerciali; lo stesso assemblamento dei motori finisce per rivelarsi approssimativo, e la circostanza costringe Taraschi ad eseguire un montaggio a regola d'arte, apportandovi gli opportuni miglioramenti.
Il primo esemplare di Giaur viene impiegato nel 1949, in occasione del Circuito del Castello, gara automobilistica che si svolgeva a Teramo, mentre la prima vittoria, alla guida di Mario Raffaelli, la Giaur se la aggiudica nel 10º Gran Premio di Roma. Già nel primo anno, il 1949, considerato di rodaggio, arrivano quattro vittorie ed altri ottimi piazzamenti, mentre nell'anno successivo le vittorie raddoppiano, con affermazioni in competizioni di particolare importanza. Nel 1951 Taraschi ottiene la consacrazione nazionale come costruttore: la Giaur guidata da Sesto Leonardi si aggiudica il campionato italiano della classe Sport 750. Lo stesso Taraschi, come pilota, si aggiudica il titolo nazionale nel 1954. In questo periodo viene anche organizzata la "Squadra Taraschi", scuderia che assolve alla funzione di coordinare l'attività sportiva e quella dei clienti.
Gli anni cinquanta videro la realizzazione di diversi modelli Giaur concepiti per la categoria Sport. Nel 1953 viene progettata la biposto Champion (modello innovativo per la carrozzeria particolarmente aerodinamica) che venne utilizzata per circa cinque anni, con molteplici successi anche di carattere internazionale (in Francia e negli Stati Uniti). Nel 1954 è la volta della monoposto Red Blitz, con la quale Taraschi vince il titolo nazionale della 750 Corsa. Nella sua carriera Taraschi si spinse sino alla prestigiosa categoria della Formula 1, per la quale il costruttore teramano cercò di realizzare un modello di monoposto Giaur, che fece la sua comparsa in soli quattro gran premi. Sempre a livello di Formula 1 Taraschi si cimentò anche come pilota, acquistando una Ferrari 166 del 1951; la vettura di per sé aveva caratteristiche che la rendevano poco competitiva già in Formula 2, per cui Taraschi si mise all'opera per apportarvi una serie di modifiche tecniche e funzionali che ne accrebbero sensibilmente la competitività (aumento della cilindrata, elaborazione del motore, avviamento elettrico, varianti telaistiche). Con questo modello Taraschi partecipò dignitosamente a 14 gran premi disputatisi nel territorio nazionale tra il 1954 ed il 1957, tra i quali spiccano il quinto posto conseguito nel Gran Premio del Valentino a Torino ed il sesto posto nel Gran Premio di Napoli.

## La Formula Junior
L'accordo con la Giannini si protrasse fino al 1957, anno in cui Taraschi inizia a produrre le vetture monoposto per la nuova categoria della Formula Junior, destinata alla formazione delle nuove leve. Il primo modello di carattere sperimentale, per il quale viene abbandonato il glorioso motore Giannini, partecipa alla gara di esordio della categoria, disputata nell'aprile 1958, dove Taraschi arriva secondo su una vettura che si dimostra la più veloce del lotto dei partecipanti. L'anno successivo viene invece messa in cantiere una Junior pensata appositamente per la categoria, per la quale Taraschi si ispira, come moltissimi costruttori italiani, alla base meccanica della Fiat 1100/103. L'evoluzione di questo modello durò fino al 1961 con crescenti problemi sia di carattere economico (per gli elevati oneri di gestione) che di carattere tecnico, in conseguenza della esasperata evoluzione che subisce la categoria, soprattutto con il passaggio alla dimensione internazionale. Non mancano comunque in questi anni le vittorie e gli ottimi piazzamenti nella categoria Junior, anche negli Stati Uniti, dove vennero esportati ben 13 modelli delle Taraschi Junior.
Dal 1959 ed in particolare nel corso del 1960 le vetture inglesi della Cooper prendono progressivamente il sopravvento, ma nonostante tutto non mancarono anche in questo cruciale momento di transizione piazzamenti e vittorie. Il confronto con le avanzatissime realizzazioni inglesi, espressione di una realtà professionistica ed ingegneristica molto più avanzata, diventa proibitivo per i costruttori italiani, con il conseguente declino dei risultati nelle competizioni. Lo stesso Taraschi ebbe modo di constatare direttamente la sbalorditiva superiorità delle Cooper, compiendo direttamente un test su un esemplare di un cliente. Nel 1961 Taraschi cessa definitivamente l'attività automobilistica e si dedica esclusivamente alla commercializzazione di autovetture (già dal 1958 era concessionario Volkswagen).
Come pilota Berardo Taraschi fece registrare 65 partecipazioni a gare ufficiali e 22 vittorie. Ebbe due soprannomi: "Diddì" e "Lupo d'Abruzzo".